# مدرسة النور العالمية
مدرسة النور العالمية هي مدرسة خاصة في البحرين تأسست في 6 سبتمبر 1993 من قبل مستثمرين من القطاع الخاص. يتعلم في المدرسة أكثر من 4 آلاف طالب. بدأت مع برنامج الدراسة لمرحلة التعليم الابتدائي في قرية الماحوز ثم انتقلت إلى جزيرة سترة. تضم حاليا أطفال من أكثر من 34 بلدا وتتبع ثلاث مناهج دراسية وهي: البريطانية والبحرينية والهندية.

## المنهج البريطاني
هذا القسم من المدرسة يركز أكثر على الدراسات بدلا من التركيز على النشاطات اللامنهجية في الواقع علينا أن نضمن حرمان الطلاب من جميع أشكاله. يضطر الطلاب لتحديد الجداول الخاصة بهم (العلوم أو الأعمال التجارية) مباشرة بعد ثمانية صفوف وموضوعات مثل الفن والموسيقى وغيرها يتم إزالتها من المناهج بعد الجزء الأوسط. المدرسة تتبع مسار الشهادة العامة الدولية للتعليم الثانوي التي تقدمها جامعة كامبردج المحلية نقابة الامتحانات فضلا عن مؤهلات مستوى متقدم فرعي ومستوى متقدم. اختيرت المدرسة من قبل مركز كامبردج للزمالة كثاني مدرسة في الشرق الأوسط والأولى في البحرين. تتراوح الدرجات من رياض الأطفال حتى الصف 12.

## المنهج البحريني
بطبيعة الحال هو مطابق تقريبا لتلك التي توفرها وزارة التربية والتعليم البحرينية. بالإضافة إلى المواد التي يتم تقديمها باللغة العربية فإن المناهج الدراسية تقدم دروس باللغة الإنجليزية فضلا عن مقررات علوم الحاسب الآلي.